# Les Cosaques de Kouban
Pour plus de détails, voir Fiche technique et Distribution.
Les Cosaques de Kouban (en russe : Кубанские казаки, Kubanskie kazaki) est un film soviétique réalisé par Ivan Pyriev, sorti en 1950.
il est produit par la société de production cinématographique Mosfilm. Le film était très populaire à sa sortie, puis, est tombé en disgrâce à la suite des critiques de Khrouchtchev. Depuis la critique a passé en revue chaque détail. Certains le considèrent comme un film de propagande du régime stalinien . D'autres malgré les controverses le voient comme un film culte

## Synopsis
Le film raconte la vie des kolkhozes (fermes collectives). C'est l'histoire d'une femme qui n'est pas mariée (exemple parfait des fermiers soviétiques qui travaillent avant de se marier) mais dont un cosaque est amoureux. Le film se termine par la demande en mariage du cosaque.

## Fiche technique
- Production : Mosfilm
- Scénario : Nikolaï Pogodine
- Caméraman : Valentin Pavlov, Timofeï Lebechev
- Musique : Isaac Dounaïevski
- Textes des chansons : Mikhaïl Issakovski, Mikhaïl Volpine
- Son : Viatcheslav Lechtchev
- Décor : Youri Pimenov
- Sortie en France : 1er décembre 1950

## Distribution
- Marina Ladynina : Galina Ermolaevna Peresvetova, l'énergique responsable de l'un des deux kolkhozes
- Klara Loutchko : Dacha Chelest, une jeune fille amoureuse d'un jeune homme du kolkhoze concurrent.
- Sergueï Loukianov : Gordei Gordeitch Vorone, un cosaque, l'homologue de Galina et son soupirant de toujours
- Vladimir Volodine : Anton Petrovitch Moudretsov
- Alexander Khvylia : Denis Stepanovitch Koren
- Sergueï Blinnikov : Marko Danilovitch Dergatch, un cosaque
- Ekaterina Savinova : Lubotchka
- Vladlen Davydov : Nikolaï Kovilev
- Iouri Lioubimov : Andreï
- Boris Andreïev : Fiodor Groucha
- Elena Savitskaya : Nikanorovna, kolkhoznitsa
- Valentina Telegina : Avdotia Khristoforovna
- Vladimir Dorofeev : Kouzma Afanasiev
- Mikhaïl Pougovkine : kolkhoznik
- Viktor Avdioushko